# Cantonul Vescovato
Cantonul Vescovato este un canton din arondismentul Corte, departamentul Haute-Corse, regiunea Corsica, Franța.

## Comune
| Comune                | Populație (1999) | Cod poștal | Cod INSEE |
| --------------------- | ---------------- | ---------- | --------- |
| Castellare-di-Casinca | 605              | 20213      | 2B077     |
| Loreto-di-Casinca     | 230              | 20215      | 2B145     |
| Penta-di-Casinca      | 3.247            | 20213      | 2B207     |
| Porri                 | 57               | 20215      | 2B245     |
| Sorbo-Ocagnano        | 789              | 20213      | 2B286     |
| Venzolasca            | 1.657            | 20215      | 2B343     |
| Vescovato             | 2.557            | 20215      | 2B346     |